# Kumbardi Estate, Sakleshpur
Kumbardi Estate là một làng thuộc tehsil Sakleshpur, huyện Hassan, bang Karnataka, Ấn Độ.